# آدام فیشر
آدام فیشر (به مجاری: Fischer Ádám) (زادهٔ ۹ سپتامبر ۱۹۴۹ در بوداپست) رهبر ارکستر و موسیقی‌دان اهل مجارستان است.
او دبیرکل موسیقی ارکستر هایدن اتریش-مجارستان، رهبر ارشدِ ارکستر مجلسی ملی دانمارک و رهبر ارشدِ ارکستر سمفونیک دوسلدورف است.
آدام فیشر برندهٔ جایزهٔ کشوت و جایزهٔ ولف در هنر شده‌است.